# Liste der Generalgouverneure von St. Lucia
Liste der Generalgouverneure von St. Lucia (ein Inselstaat im Bereich der Westindischen Inseln in der Karibik).

Flagge des Generalgouverneurs von St. Lucia

| Name                       | Lebensdaten | Amtszeit                               |
| -------------------------- | ----------- | -------------------------------------- |
| Sir Allen Montgomery Lewis | 1909 – 1993 | 22. Februar 1979 – 19. Juni 1980       |
| Boswell Williams           | 1926 – 2014 | 19. Juni 1980 – 13. Dezember 1982      |
| Sir Allen Montgomery Lewis | s. o.       | 13. Dezember 1982 – 30. April 1987     |
| Vincent Floissac           | 1928 – 2010 | 30. April 1987 – 10. Oktober 1988      |
| Sir Stanislaus A. James    | 1919 – 2011 | 10. Oktober 1988 – 1. Juni 1996        |
| Sir George Mallet          | 1923 – 2010 | 1. Juni 1996 – 17. September 1997      |
| Dame Pearlette Louisy      | * 1946      | 17. September 1997 – 31. Dezember 2017 |
| Sir Neville Cenac          | * 1946      | 12. Januar 2018 – 31. Oktober 2021     |
| Cyril Errol Charles        |             | 11. November 2021 – amtierend          |